# Channomuraena
Channomuraena es un género de morenas de la familia Muraenidae.

## Especies
- Channomuraena bauchotae (Saldanha y Quéro, 1994)
- Channomuraena vittata (John Richardson, 1845) - Morena franjeada, Morena rara (en Cuba) o Morena cinturones (en México)